# Giải vô địch bóng đá thế giới 2014
Giải vô địch bóng đá thế giới 2014 (hay Cúp bóng đá thế giới 2014, tiếng Anh: 2014 FIFA World Cup, tiếng Bồ Đào Nha Brasil: Copa do Mundo da FIFA Brasil 2014) là lần tổ chức thứ 20 của Giải vô địch bóng đá thế giới lần thứ 20, diễn ra tại Brasil từ ngày 12 tháng 6 đến ngày 13 tháng 7 năm 2014. Đây là lần thứ hai giải đấu được tổ chức tại Brasil (lần trước là vào năm 1950), là lần đầu tiên được tổ chức tại Nam Mỹ kể từ giải đấu năm 1978 tại Argentina, đồng thời Brasil trở thành quốc gia Nam Mỹ đầu tiên hai lần đăng cai giải đấu này.
32 đội tuyển quốc gia đã vượt qua vòng loại để giành vé tham dự giải đấu. Tổng cộng 64 trận đấu đã được diễn ra trên 12 sân vận động khác nhau rải rác trên khắp các thành phố lớn của Brazil. Lần đầu tiên trong lịch sử vòng chung kết, công nghệ goal-line được áp dụng cho tất cả các trận đấu. FIFA Fan Fest ở mỗi thành phố chủ nhà đã quy tụ được tổng cộng hơn 5 triệu người hâm mộ trong suốt thời gian diễn ra giải, trong khi đó, cả nước đã đón nhận được hơn 1 triệu lượt du khách tới từ 202 quốc gia khác nhau.
Cả tám quốc gia từng vô địch World Cup đều giành quyền tham dự giải đấu. Đương kim vô địch Tây Ban Nha bị loại ngay từ vòng bảng, trở thành đội đương kim vô địch thứ 5 bị loại ngay từ vòng bảng (sau Brasil năm 1966, Pháp năm 2002, Ý năm 1950 và 2010). Chủ nhà Brasil, đội đã vô địch Cúp Liên đoàn các châu lục 2013, nhận thất bại không tưởng 1–7 trước Đức ở bán kết, sau đó thua 0–3 trước Hà Lan ở trận tranh hạng 3 và kết thúc giải ở vị trí thứ tư.
Đức đã giành chức vô địch lần thứ tư trong lịch sử, và lần đầu tiên kể từ khi nước Đức tái thống nhất vào năm 1990, sau khi đánh bại Argentina với tỉ số 1–0 bằng bàn thắng duy nhất của Mario Götze ở phút thứ 113 của hiệp phụ thứ hai, qua đó trở thành đội bóng châu Âu đầu tiên vô địch World Cup trên đất châu Mỹ và giành tấm vé dự Cúp Liên đoàn các châu lục 2017 tại Liên bang Nga.

## Lựa chọn chủ nhà

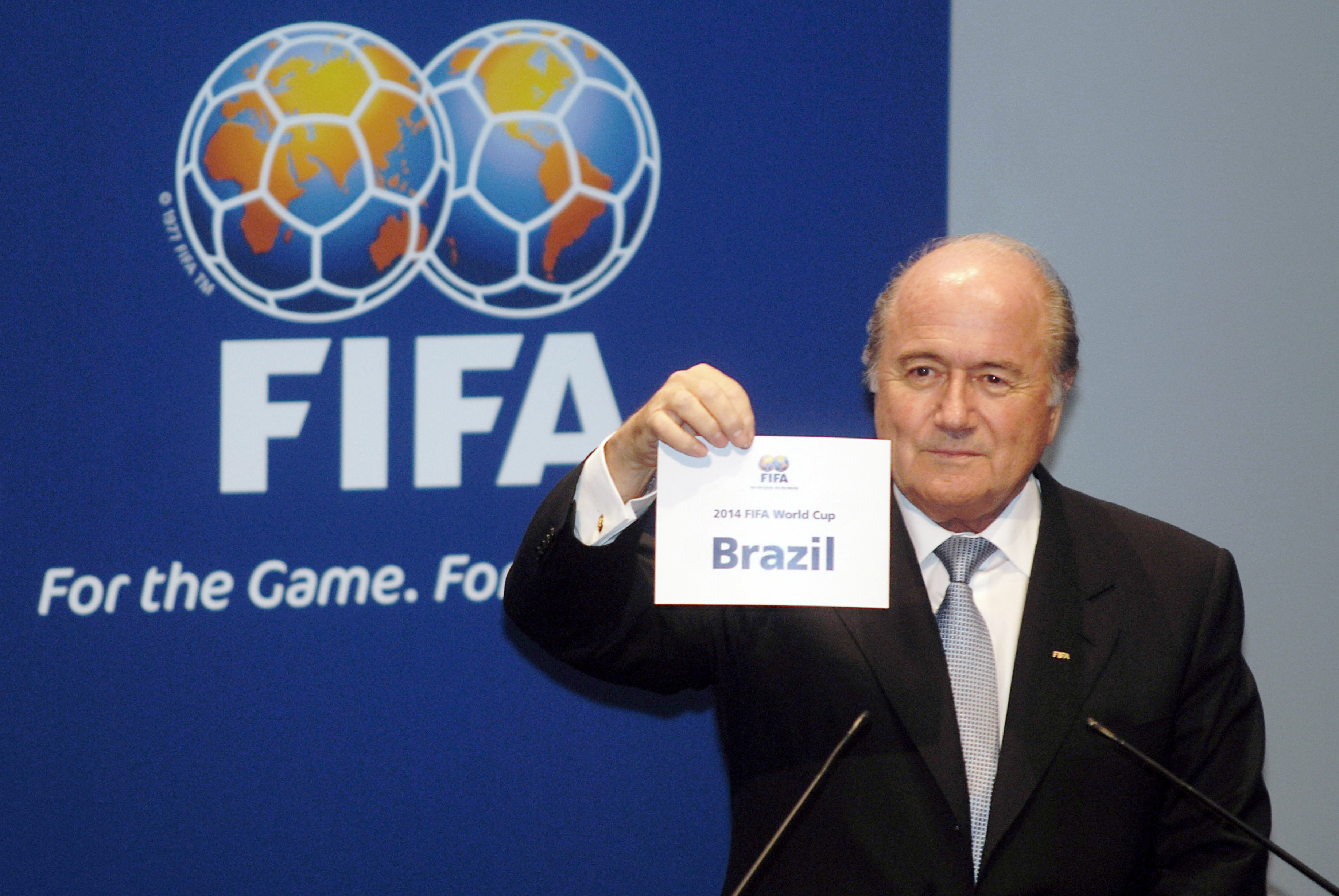
Chủ tịch FIFA Joseph Blatter với bảng kết quả giành quyền đăng cai của Brasil.

Ngày 7 tháng 3 năm 2003, FIFA tuyên bố rằng giải đấu sẽ được tổ chức tại Nam Mỹ, theo chính sách luân phiên đăng cai vòng chung kết giải tại các châu lục. Ngày 3 tháng 6, CONMEBOL thông báo ba nước muốn tổ chức vòng chung kết giải là Argentina, Brasil và Colombia. Brasil chính thức tuyên bố ứng cử vào tháng 12 năm 2006, Colombia cũng tuyên bố sau đó vài ngày. Tuy nhiên vào tháng 4 năm 2007, quốc gia này rút lại tuyên bố vì họ sẽ tổ chức giải vô địch bóng đá nữ U-20 thế giới. Cuộc bầu chọn cho Argentina không được tổ chức. Vì những lý do trên, Brasil nghiễm nhiên trở thành ứng cử viên duy nhất. Ngày 30 tháng 10 năm 2007, Brasil được Ủy ban điều hành FIFA chính thức trao quyền đăng cai tổ chức Giải vô địch bóng đá thế giới 2014.

## Sân vận động
17 thành phố được chọn là chủ nhà của kỳ World Cup này, bao gồm có: São Paulo, Rio de Janeiro, Belo Horizonte, Porto Alegre, Brasília, Belém, Campo Grande, Cuiabá, Curitiba, Florianópolis, Fortaleza, Goiânia, Manaus, Natal, Recife/Olinda (sân vận động sẽ được chia sẻ bởi cả hai thành phố), Rio Branco và Salvador. Maceió tự rút lui trong tháng 1 năm 2009.
Theo thực hành FIFA hiện tại, không có nhiều hơn một thành phố có thể sử dụng hai sân vận động, và số lượng của các thành phố chủ nhà được giới hạn giữa 8 và 10. Liên bang Brasil yêu cầu được phép chỉ định 12 thành phố trực thuộc lưu trữ Chung kết World Cup. Ngày 26 tháng 12 năm 2008, FIFA đã đưa ra ánh sáng màu xanh lá cây với kế hoạch là 12 thành phố.
Ngay cả trước khi 12 thành phố chủ nhà đã được lựa chọn, có vài dự đoán rằng các địa điểm được chọn cho trận chung kết giải đấu trên sẽ là Maracanã ở Rio de Janeiro, đó cũng tổ chức các trận đấu quyết định của Giải bóng đá vô địch thế giới 1950. Ban đầu ý định của CBF là tổ chức trận đấu khai mạc tại Sân vận động Morumbi ở São Paulo, thành phố lớn nhất ở Brasil. Tuy nhiên, ngày 14 tháng 6 năm 2010, sân vận động này đã bị loại trừ ra khỏi danh sách các sân vận động của giải vì không đủ điều kiện tiêu chuẩn cho phép. Mặc dù CBF vẫn để São Paulo là một trong 12 thành phố đăng cai, nhưng chưa thấy một địa điểm nào thích hợp hơn trong thành phố.
Các thành phố đăng cai World Cup 2014 đã được công bố vào ngày 31 tháng 5 năm 2009. Các thành phố như: Belém, Campo Grande, Florianópolis, Goiânia và Rio Branco bị từ chối.
| Rio de Janeiro, Rio de Janeiro  | Brasília, Quận liên bang                                                                                  | São Paulo, São Paulo                                                                                      | Fortaleza, Ceará      |
| ------------------------------- | --- | --- | --------------------- |
| Sân vận động Maracanã           | Sân vận động Quốc gia                                                                                     | Arena de São Paulo                                                                                        | Sân vận động Castelão |
| Sức chứa: 74.738                | Sức chứa: 69.432                                                                                          | Sức chứa: 63.321                                                                                          | Sức chứa: 60.348      |
|                                 | | |                       |
| Belo Horizonte, Minas Gerais    | Belo HorizonteBrasíliaFortalezaPorto AlegreSão PauloRio de JaneiroSalvadorNatalCuiabáCuritibaManausRecife | Belo HorizonteBrasíliaFortalezaPorto AlegreSão PauloRio de JaneiroSalvadorNatalCuiabáCuritibaManausRecife | Salvador, Bahia       |
| Sân vận động Mineirão           | Belo HorizonteBrasíliaFortalezaPorto AlegreSão PauloRio de JaneiroSalvadorNatalCuiabáCuritibaManausRecife | Belo HorizonteBrasíliaFortalezaPorto AlegreSão PauloRio de JaneiroSalvadorNatalCuiabáCuritibaManausRecife | Arena Fonte Nova      |
| Sức chứa: 58.259                | Belo HorizonteBrasíliaFortalezaPorto AlegreSão PauloRio de JaneiroSalvadorNatalCuiabáCuritibaManausRecife | Belo HorizonteBrasíliaFortalezaPorto AlegreSão PauloRio de JaneiroSalvadorNatalCuiabáCuritibaManausRecife | Sức chứa: 51.708      |
|                                 | Belo HorizonteBrasíliaFortalezaPorto AlegreSão PauloRio de JaneiroSalvadorNatalCuiabáCuritibaManausRecife | Belo HorizonteBrasíliaFortalezaPorto AlegreSão PauloRio de JaneiroSalvadorNatalCuiabáCuritibaManausRecife |                       |
| Porto Alegre, Rio Grande do Sul | Belo HorizonteBrasíliaFortalezaPorto AlegreSão PauloRio de JaneiroSalvadorNatalCuiabáCuritibaManausRecife | Belo HorizonteBrasíliaFortalezaPorto AlegreSão PauloRio de JaneiroSalvadorNatalCuiabáCuritibaManausRecife | Recife, Pernambuco    |
| Sân vận động Beira-Rio          | Belo HorizonteBrasíliaFortalezaPorto AlegreSão PauloRio de JaneiroSalvadorNatalCuiabáCuritibaManausRecife | Belo HorizonteBrasíliaFortalezaPorto AlegreSão PauloRio de JaneiroSalvadorNatalCuiabáCuritibaManausRecife | Arena Pernambuco      |
| Sức chứa: 43.394                | Belo HorizonteBrasíliaFortalezaPorto AlegreSão PauloRio de JaneiroSalvadorNatalCuiabáCuritibaManausRecife | Belo HorizonteBrasíliaFortalezaPorto AlegreSão PauloRio de JaneiroSalvadorNatalCuiabáCuritibaManausRecife | Sức chứa: 42.583      |
|                                 | Belo HorizonteBrasíliaFortalezaPorto AlegreSão PauloRio de JaneiroSalvadorNatalCuiabáCuritibaManausRecife | Belo HorizonteBrasíliaFortalezaPorto AlegreSão PauloRio de JaneiroSalvadorNatalCuiabáCuritibaManausRecife |                       |
| Cuiabá, Mato Grosso             | Manaus, Amazonas                                                                                          | Natal, Rio Grande do Norte                                                                                | Curitiba, Paraná      |
| Arena Pantanal                  | Arena da Amazônia                                                                                         | Arena das Dunas                                                                                           | Arena da Baixada      |
| Sức chứa: 41.112                | Sức chứa: 40.549                                                                                          | Sức chứa: 39.971                                                                                          | Sức chứa: 39.631      |
|                                 | | |                       |

## Các trận đấu

### Vòng loại
Bên cạnh đội chủ nhà Brasil được đặc cách vào thẳng vòng chung kết, 207 quốc gia và vùng lãnh thổ còn lại phải tham dự vòng loại của 6 liên đoàn châu lục để chọn ra 31 đội còn lại được vào tham dự vòng chung kết cùng với chủ nhà.

### Các đội giành quyền vào vòng chung kết

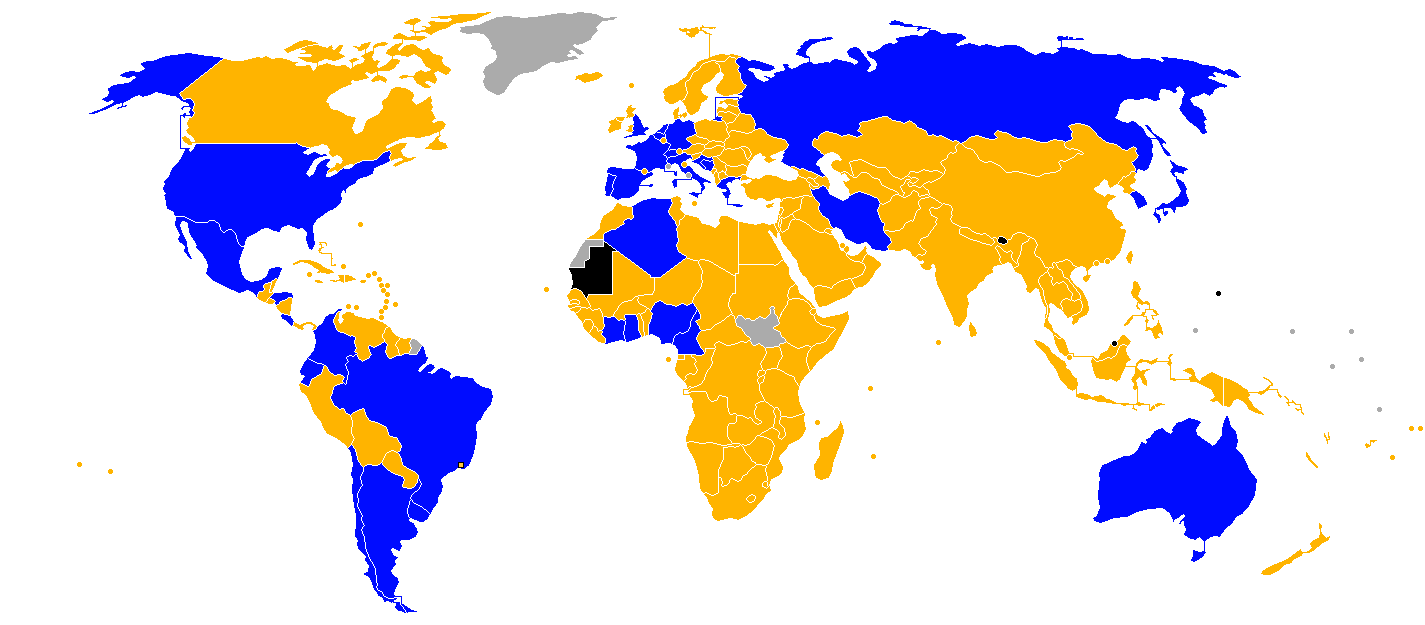
Đội giành quyền tham dự
Đội không vượt qua vòng loại
Đội không tham dự vòng loại World Cup
Đội không phải là thành viên của FIFA

| AFC (4) - Úc (57) - Iran (49) - Nhật Bản (44) - Hàn Quốc (56) CAF (5) - Algérie (32) - Cameroon (59) - Ghana (23) - Bờ Biển Ngà (17) - Nigeria (33) OFC (0) - Không có đủ điều kiện | CONCACAF (4) - Costa Rica (31) - Honduras (34) - México (24) - Hoa Kỳ (13) CONMEBOL (6) - Argentina (3) - Brasil (11) (chủ nhà) - Chile (12) - Colombia (4) - Ecuador (22) - Uruguay (6) | UEFA (13) - Bỉ (5) - Bosna và Hercegovina (16) - Croatia (18) - Anh (10) - Pháp (21) - Đức (2) - Hy Lạp (15) - Ý (9) - Hà Lan (8) - Bồ Đào Nha (14) - Nga (19) - Tây Ban Nha (1) - Thụy Sĩ (7) |  |

## Trọng tài
Vào tháng 3 năm 2013, FIFA đã công bố danh sách 52 trọng tài tiềm năng, mỗi người được ghép nối, dựa trên quốc tịch, với hai trợ lý trọng tài, từ tất cả sáu liên đoàn bóng đá cho giải đấu.  Vào ngày 14 tháng 1 năm 2014, Ủy ban trọng tài FIFA đã chỉ định 25 bộ ba trọng tài và 8 bộ đôi hỗ trợ đại diện cho 43 quốc gia cho giải đấu.Trọng tài Yuichi Nishimura đến từ Nhật Bản bắt chính trận khai mạc trong khi trọng tài Nicola Rizzoli đến từ Ý bắt chính trận chung kết.
| Danh sách trọng tài | Danh sách trọng tài             | Danh sách trọng tài                 | Danh sách trọng tài               | Danh sách trọng tài                                                                                      |
| Liên đoàn           | Trọng tài                       | Trợ lý trọng tài                    | Trợ lý trọng tài                  | Hỗ trợ                                                                                                   |
| ------------------- | ------------------------------- | ----------------------------------- | --------------------------------- | --- |
| AFC                 | Ravshan Irmatov (Uzbekistan)    | Abdukhamidullo Rasulov (Uzbekistan) | Bakhadyr Kochkarov (Kyrgyzstan)   | Alireza Faghani (Iran) / Hassan Kamranifar (Iran)                                                        |
| AFC                 | Yuichi Nishimura (Japan)        | Toru Sagara (Japan)                 | Toshiyuki Nagi (Japan)            | Alireza Faghani (Iran) / Hassan Kamranifar (Iran)                                                        |
| AFC                 | Nawaf Shukralla (Bahrain)       | Yaser Tulefat (Bahrain)             | Ebrahim Saleh (Bahrain)           | Alireza Faghani (Iran) / Hassan Kamranifar (Iran)                                                        |
| AFC                 | Ben Williams (Australia)        | Matthew Cream (Australia)           | Hakan Anaz (Australia)            | Alireza Faghani (Iran) / Hassan Kamranifar (Iran)                                                        |
| CAF                 | Noumandiez Doué (Ivory Coast)   | Songuifolo Yeo (Ivory Coast)        | Jean-Claude Birumushahu (Burundi) | Néant Alioum (Cameroon) / Djibril Camara (Senegal)                                                       |
| CAF                 | Bakary Gassama (Gambia)         | Evarist Menkouande (Cameroon)       | Félicien Kabanda (Rwanda)         | Néant Alioum (Cameroon) / Djibril Camara (Senegal)                                                       |
| CAF                 | Djamel Haimoudi (Algeria)       | Redouane Achik (Morocco)            | Abdelhak Etchiali (Algeria)       | Néant Alioum (Cameroon) / Djibril Camara (Senegal)                                                       |
| CONCACAF            | Joel Aguilar (El Salvador)      | William Torres (El Salvador)        | Juan Zumba (El Salvador)          | Roberto Moreno (Panama) / Eric Boria (United States) Walter López (Guatemala) / Leonel Leal (Costa Rica) |
| CONCACAF            | Mark Geiger (United States)     | Mark Hurd (United States)           | Joe Fletcher (Canada)             | Roberto Moreno (Panama) / Eric Boria (United States) Walter López (Guatemala) / Leonel Leal (Costa Rica) |
| CONCACAF            | Marco Rodríguez (Mexico)        | Marvin Torrentera (Mexico)          | Marcos Quintero (Mexico)          | Roberto Moreno (Panama) / Eric Boria (United States) Walter López (Guatemala) / Leonel Leal (Costa Rica) |
| CONMEBOL            | Néstor Pitana (Argentina)       | Hernán Maidana (Argentina)          | Juan Pablo Belatti (Argentina)    | Víctor Hugo Carrillo (Peru) / Rodney Aquino (Paraguay)                                                   |
| CONMEBOL            | Sandro Ricci (Brazil)           | Emerson De Carvalho (Brazil)        | Marcelo Van Gasse (Brazil)        | Víctor Hugo Carrillo (Peru) / Rodney Aquino (Paraguay)                                                   |
| CONMEBOL            | Enrique Osses (Chile)           | Carlos Astroza (Chile)              | Sergio Román (Chile)              | Víctor Hugo Carrillo (Peru) / Rodney Aquino (Paraguay)                                                   |
| CONMEBOL            | Wilmar Roldán (Colombia)        | Humberto Clavijo (Colombia)         | Eduardo Díaz (Colombia)           | Víctor Hugo Carrillo (Peru) / Rodney Aquino (Paraguay)                                                   |
| CONMEBOL            | Carlos Vera (Ecuador)           | Christian Lescano (Ecuador)         | Byron Romero (Ecuador)            | Víctor Hugo Carrillo (Peru) / Rodney Aquino (Paraguay)                                                   |
| OFC                 | Peter O'Leary (New Zealand)     | Jan Hendrik Hintz (New Zealand)     | Mark Rule (New Zealand)           | Norbert Hauata (Tahiti) / Aden Marwa (Kenya)                                                             |
| UEFA                | Felix Brych (Germany)           | Mark Borsch (Germany)               | Stefan Lupp (Germany)             | Svein Oddvar Moen (Norway) / Kim Haglund (Norway)                                                        |
| UEFA                | Cüneyt Çakır (Turkey)           | Bahattin Duran (Turkey)             | Tarık Ongun (Turkey)              | Svein Oddvar Moen (Norway) / Kim Haglund (Norway)                                                        |
| UEFA                | Jonas Eriksson (Sweden)         | Mathias Klasenius (Sweden)          | Daniel Wärnmark (Sweden)          | Svein Oddvar Moen (Norway) / Kim Haglund (Norway)                                                        |
| UEFA                | Björn Kuipers (Netherlands)     | Sander van Roekel (Netherlands)     | Erwin Zeinstra (Netherlands)      | Svein Oddvar Moen (Norway) / Kim Haglund (Norway)                                                        |
| UEFA                | Milorad Mažić (Serbia)          | Milovan Ristić (Serbia)             | Dalibor Đurđević (Serbia)         | Svein Oddvar Moen (Norway) / Kim Haglund (Norway)                                                        |
| UEFA                | Pedro Proença (Portugal)        | Bertino Miranda (Portugal)          | Tiago Trigo (Portugal)            | Svein Oddvar Moen (Norway) / Kim Haglund (Norway)                                                        |
| UEFA                | Nicola Rizzoli (Italy)          | Renato Faverani (Italy)             | Andrea Stefani (Italy)            | Svein Oddvar Moen (Norway) / Kim Haglund (Norway)                                                        |
| UEFA                | Carlos Velasco Carballo (Spain) | Roberto Alonso Fernández (Spain)    | Juan Carlos Yuste Jiménez (Spain) | Svein Oddvar Moen (Norway) / Kim Haglund (Norway)                                                        |
| UEFA                | Howard Webb (England)           | Michael Mullarkey (England)         | Darren Cann (England)             | Svein Oddvar Moen (Norway) / Kim Haglund (Norway)                                                        |

## Trại đóng quân
Trại đóng quân đã được 32 đội tuyển quốc gia sử dụng để ăn nghỉ và tập luyện trước và trong World Cup. Vào ngày 31 tháng 1 năm 2014, FIFA đã công bố các trại cho mỗi đội tham gia, trước đó đã lưu hành một tập tài liệu của 84 địa điểm triển vọng. Hầu hết các đội đã chọn ở tại khu vực Đông Nam Brasil, chỉ có tám đội chọn các khu vực khác; năm đội (Croatia, Đức, Ghana, Hy Lạp và Thụy Sĩ) đã chọn ở khu vực Đông Bắc và ba đội (Ecuador, Hàn Quốc và Tây Ban Nha) đã chọn ở khu vực phía Nam. Không đội nào chọn ở khu vực phía Bắc hoặc khu vực miền Trung Tây.
| Đội                    | Thành phố               |
| ---------------------- | ----------------------- |
| Algeria                | Sorocaba, SP            |
| Argentina              | Vespasiano, MG          |
| Úc                     | Vitória, ES             |
| Bỉ                     | Mogi das Cruzes, SP     |
| Bosnia and Herzegovina | Guarujá, SP             |
| Brasil                 | Teresópolis, RJ         |
| Cameroon               | Vitória, ES             |
| Chile                  | Belo Horizonte, MG      |
| Colombia               | Cotia, SP               |
| Costa Rica             | Santos, SP              |
| Croatia                | Mata de São João, BA    |
| Ecuador                | Viamão, RS              |
| Anh                    | Rio de Janeiro, RJ      |
| Pháp                   | Ribeirão Preto, SP      |
| Đức                    | Santa Cruz Cabrália, BA |
| Ghana                  | Maceió, AL              |

| Đội         | Thành phố            |
| ----------- | -------------------- |
| Hy Lạp      | Aracaju, SE          |
| Honduras    | Porto Feliz, SP      |
| Iran        | Guarulhos, SP        |
| Ý           | Mangaratiba, RJ      |
| Bờ Biển Ngà | Águas de Lindoia, SP |
| Nhật Bản    | Itu, SP              |
| Hàn Quốc    | Foz do Iguaçu, PR    |
| Mexico      | Santos, SP           |
| Hà Lan      | Rio de Janeiro, RJ   |
| Nigeria     | Campinas, SP         |
| Bồ Đào Nha  | Campinas, SP         |
| Nga         | Itu, SP              |
| Tây Ban Nha | Curitiba, PR         |
| Thụy Sỹ     | Porto Seguro, BA     |
| Hoa Kỳ      | São Paulo, SP        |
| Uruguay     | Sete Lagoas, MG      |

## Lễ khai mạc

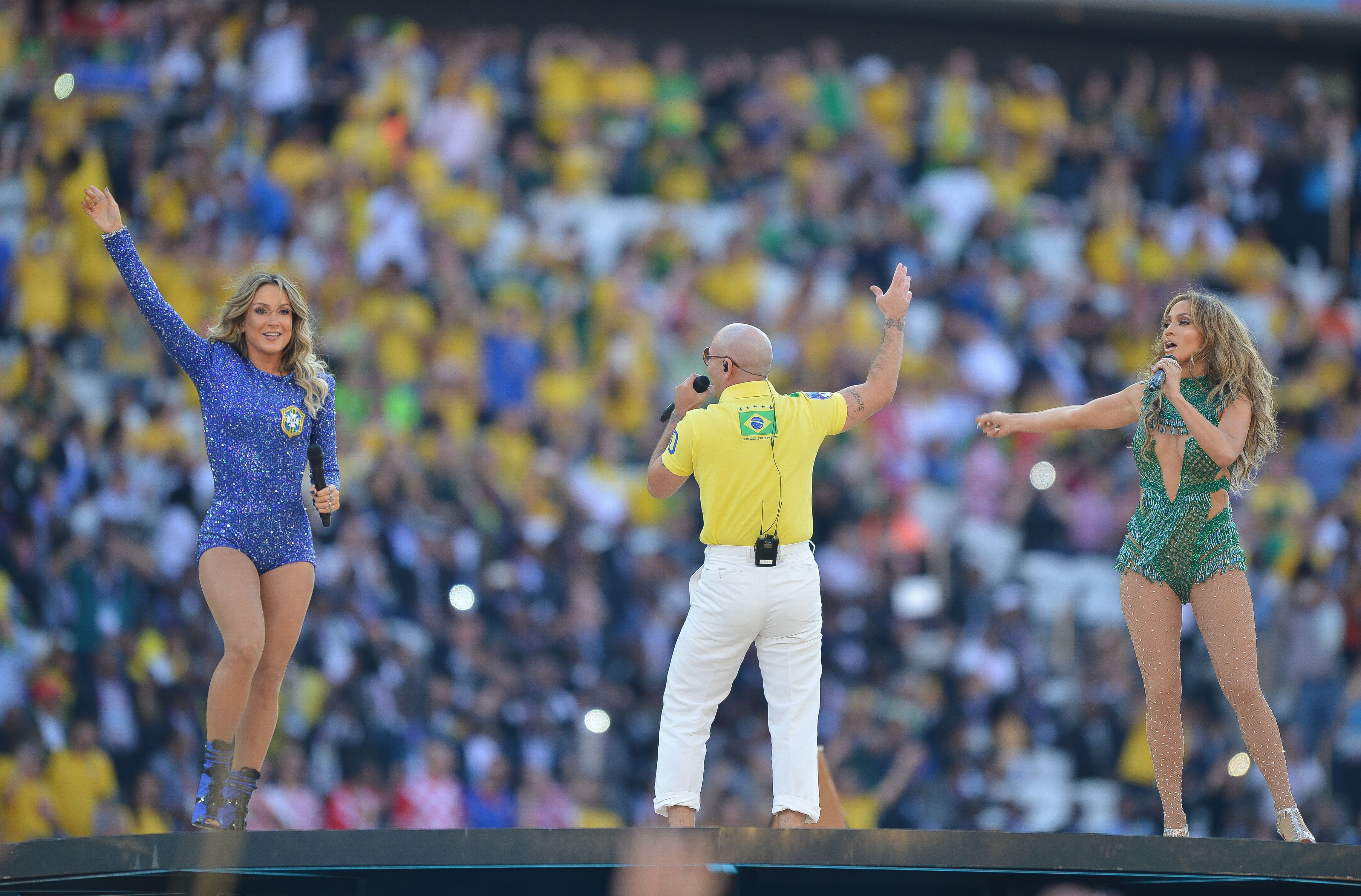
Từ trái qua phải: Claudia Leitte, Pitbull, và Jennifer Lopez biểu diễn trong lễ khai mạc World Cup 2014 ở Arena de São Paulo, São Paulo.

Vào ngày 12 tháng 6 năm 2014, kỳ FIFA World Cup lần thứ 20 đã được mở đầu với lễ khai mạc tại Arena de São Paulo, São Paulo, Brasil. Sự kiện này chứng kiến 660 vũ công đưa đến sân vận động và biểu diễn trong một buổi lễ tôn vinh thiên nhiên của đất nước và tình yêu bóng đá. Theo sau các vũ công, ca sĩ bản địa, Claudia Leitte, nổi lên trên sân khấu để biểu diễn trước đám đông. Sau đó, cô đã cùng với rapper người Mỹ Pitbull và ca sĩ người Mỹ Jennifer Lopez biểu diễn bài hát chính thức của giải đấu "We Are One (Ole Ola)" được phát hành chính thức vào ngày 8 tháng 4 năm 2014. Sau buổi lễ khai mạc, trận đấu khai mạc đã được diễn ra, chứng kiến đội chủ nhà lội ngược dòng đánh bại Croatia 3-1.

## Vòng bảng
Tất cả giờ được liệt kê là giờ địa phương (UTC-3).
|  | Các đội giành quyền vào vòng 16 đội |

### Bảng A
| Đội      | Tr | T | H | B | BT | BB | HS | Đ |
| -------- | -- | - | - | - | -- | -- | -- | - |
| Brasil   | 3  | 2 | 1 | 0 | 7  | 2  | +5 | 7 |
| México   | 3  | 2 | 1 | 0 | 4  | 1  | +3 | 7 |
| Croatia  | 3  | 1 | 0 | 2 | 6  | 6  | 0  | 3 |
| Cameroon | 3  | 0 | 0 | 3 | 1  | 9  | −8 | 0 |

| Brasil                                | 3–1      | Croatia            |
| ------------------------------------- | -------- | ------------------ |
| Neymar 29', 71' (ph.đ.) · Oscar 90+1' | Chi tiết | Marcelo 11' (l.n.) |

| México      | 1–0      | Cameroon |
| ----------- | -------- | -------- |
| Peralta 61' | Chi tiết |          |

| Brasil | 0–0      | México |
| ------ | -------- | ------ |
|        | Chi tiết |        |

| Cameroon | 0–4      | Croatia                                     |
| -------- | -------- | ------------------------------------------- |
|          | Chi tiết | Olić 11' · Perišić 48' · Mandžukić 61', 73' |

| Cameroon  | 1–4      | Brasil                                       |
| --------- | -------- | -------------------------------------------- |
| Matip 26' | Chi tiết | Neymar 17', 35' · Fred 49' · Fernandinho 84' |

| Croatia     | 1–3      | México                                     |
| ----------- | -------- | ------------------------------------------ |
| Perišić 87' | Chi tiết | Márquez 72' · Guardado 75' · Hernández 82' |

### Bảng B
| Đội         | Tr | T | H | B | BT | BB | HS | Đ |
| ----------- | -- | - | - | - | -- | -- | -- | - |
| Hà Lan      | 3  | 3 | 0 | 0 | 10 | 3  | +7 | 9 |
| Chile       | 3  | 2 | 0 | 1 | 5  | 3  | +2 | 6 |
| Tây Ban Nha | 3  | 1 | 0 | 2 | 4  | 7  | −3 | 3 |
| Úc          | 3  | 0 | 0 | 3 | 3  | 9  | −6 | 0 |

| Chile                                        | 3–1     | Úc         |
| -------------------------------------------- | ------- | ---------- |
| Alexis 12' · Valdivia 14' · Beausejour 90+2' | Kết quả | Cahill 35' |

| Tây Ban Nha        | 1–5     | Hà Lan                                          |
| ------------------ | ------- | ----------------------------------------------- |
| Alonso 27' (ph.đ.) | Kết quả | Persie 44', 72' · Robben 53', 80' · De Vrij 64' |

| Úc                               | 2–3      | Hà Lan                                    |
| -------------------------------- | -------- | ----------------------------------------- |
| Cahill 21' · Jedinak 54' (ph.đ.) | Chi tiết | Robben 20' · van Persie 58' · Memphis 68' |

| Tây Ban Nha | 0–2      | Chile                     |
| ----------- | -------- | ------------------------- |
|             | Chi tiết | Vargas 20' · Aránguiz 43' |

| Úc | 0–3      | Tây Ban Nha                       |
| -- | -------- | --------------------------------- |
|    | Chi tiết | Villa 36' · Torres 69' · Mata 82' |

| Hà Lan                  | 2–0      | Chile |
| ----------------------- | -------- | ----- |
| Fer 77' · Memphis 90+2' | Chi tiết |       |

### Bảng C
| Đội         | Tr | T | H | B | BT | BB | HS | Đ |
| ----------- | -- | - | - | - | -- | -- | -- | - |
| Colombia    | 3  | 3 | 0 | 0 | 9  | 2  | +7 | 9 |
| Hy Lạp      | 3  | 1 | 1 | 1 | 2  | 4  | −2 | 4 |
| Bờ Biển Ngà | 3  | 1 | 0 | 2 | 4  | 5  | −1 | 3 |
| Nhật Bản    | 3  | 0 | 1 | 2 | 2  | 6  | −4 | 1 |

| 14 tháng 6 năm 2014 |     |             |                                       |
| Colombia            | 3–0 | Hy Lạp      | Sân vận động Mineirão, Belo Horizonte |
| Bờ Biển Ngà         | 2–1 | Nhật Bản    | Arena Pernambuco, Recife              |
| 19 tháng 6 năm 2014 |     |             |                                       |
| Colombia            | 2–1 | Bờ Biển Ngà | Sân vận động Mané Garrincha, Brasília |
| Nhật Bản            | 0–0 | Hy Lạp      | Arena das Dunas, Natal                |
| 24 tháng 6 năm 2014 |     |             |                                       |
| Nhật Bản            | 1–4 | Colombia    | Arena Pantanal, Cuiabá                |
| Hy Lạp              | 2–1 | Bờ Biển Ngà | Sân vận động Castelão, Fortaleza      |

### Bảng D
| Đội        | Tr | T | H | B | BT | BB | HS | Đ |
| ---------- | -- | - | - | - | -- | -- | -- | - |
| Costa Rica | 3  | 2 | 1 | 0 | 4  | 1  | +3 | 7 |
| Uruguay    | 3  | 2 | 0 | 1 | 4  | 4  | 0  | 6 |
| Ý          | 3  | 1 | 0 | 2 | 2  | 3  | −1 | 3 |
| Anh        | 3  | 0 | 1 | 2 | 2  | 4  | −2 | 1 |

|                     |     |            |                                       |
| 14 tháng 6 năm 2014 |     |            |                                       |
| Uruguay             | 1–3 | Costa Rica | Sân vận động Castelão, Fortaleza      |
| Anh                 | 1–2 | Ý          | Arena da Amazônia, Manaus             |
| 19 tháng 6 năm 2014 |     |            |                                       |
| Uruguay             | 2–1 | Anh        | Arena de São Paulo, São Paulo         |
| 20 tháng 6 năm 2014 |     |            |                                       |
| Ý                   | 0–1 | Costa Rica | Arena Pernambuco, Recife              |
| 24 tháng 6 năm 2014 |     |            |                                       |
| Ý                   | 0–1 | Uruguay    | Arena das Dunas, Natal                |
| Costa Rica          | 0–0 | Anh        | Sân vận động Mineirão, Belo Horizonte |

### Bảng E
| Đội      | Tr | T | H | B | BT | BB | HS | Đ |
| -------- | -- | - | - | - | -- | -- | -- | - |
| Pháp     | 3  | 2 | 1 | 0 | 8  | 2  | +6 | 7 |
| Thụy Sĩ  | 3  | 2 | 0 | 1 | 7  | 6  | +1 | 6 |
| Ecuador  | 3  | 1 | 1 | 1 | 3  | 3  | 0  | 4 |
| Honduras | 3  | 0 | 0 | 3 | 1  | 8  | −7 | 0 |

| 15 tháng 6 năm 2014                                  |     |          |                                       |
| Thụy Sĩ                                              | 2–1 | Ecuador  | Sân vận động Mané Garrincha, Brasília |
| Pháp                                                 | 3–0 | Honduras | Sân vận động Beira-Rio, Porto Alegre  |
| 20 tháng 6 năm 2014                                  |     |          |                                       |
| Thụy Sĩ                                              | 2–5 | Pháp     | Arena Fonte Nova, Salvador            |
| Honduras [[Tập tin:\|23x15px\|border \|alt=\|link=]] | 1–2 | Ecuador  | Arena da Baixada, Curitiba            |
| 25 tháng 6 năm 2014                                  |     |          |                                       |
| Honduras [[Tập tin:\|23x15px\|border \|alt=\|link=]] | 0–3 | Thụy Sĩ  | Arena da Amazônia, Manaus             |
| Ecuador                                              | 0–0 | Pháp     | Sân vận động Maracanã, Rio de Janeiro |

### Bảng F
| Đội                  | Tr | T | H | B | BT | BB | HS | Đ |
| -------------------- | -- | - | - | - | -- | -- | -- | - |
| Argentina            | 3  | 3 | 0 | 0 | 6  | 3  | +3 | 9 |
| Nigeria              | 3  | 1 | 1 | 1 | 3  | 3  | 0  | 4 |
| Bosna và Hercegovina | 3  | 1 | 0 | 2 | 4  | 4  | 0  | 3 |
| Iran                 | 3  | 0 | 1 | 2 | 1  | 4  | −3 | 1 |

| 15 tháng 6 năm 2014  |     |                      |                                       |
| Argentina            | 2–1 | Bosna và Hercegovina | Sân vận động Maracanã, Rio de Janeiro |
| 16 tháng 6 năm 2014  |     |                      |                                       |
| Iran                 | 0–0 | Nigeria              | Arena da Baixada, Curitiba            |
| 21 tháng 6 năm 2014  |     |                      |                                       |
| Argentina            | 1–0 | Iran                 | Sân vận động Mineirão, Belo Horizonte |
| Nigeria              | 1–0 | Bosna và Hercegovina | Arena Pantanal, Cuiabá                |
| 25 tháng 6 năm 2014  |     |                      |                                       |
| Nigeria              | 2–3 | Argentina            | Sân vận động Beira-Rio, Porto Alegre  |
| Bosna và Hercegovina | 3–1 | Iran                 | Arena Fonte Nova, Salvador            |

### Bảng G
| Đội        | Tr | T | H | B | BT | BB | HS | Đ |
| ---------- | -- | - | - | - | -- | -- | -- | - |
| Đức        | 3  | 2 | 1 | 0 | 7  | 2  | +5 | 7 |
| Hoa Kỳ     | 3  | 1 | 1 | 1 | 4  | 4  | 0  | 4 |
| Bồ Đào Nha | 3  | 1 | 1 | 1 | 4  | 7  | −3 | 4 |
| Ghana      | 3  | 0 | 1 | 2 | 4  | 6  | −2 | 1 |

| 16 tháng 6 năm 2014 |     |            |                                       |
| Đức                 | 4–0 | Bồ Đào Nha | Arena Fonte Nova, Salvador            |
| Ghana               | 1–2 | Hoa Kỳ     | Arena das Dunas, Natal                |
| 21 tháng 6 năm 2014 |     |            |                                       |
| Đức                 | 2–2 | Ghana      | Sân vận động Castelão, Fortaleza      |
| 22 tháng 6 năm 2014 |     |            |                                       |
| Hoa Kỳ              | 2–2 | Bồ Đào Nha | Arena da Amazônia, Manaus             |
| 26 tháng 6 năm 2014 |     |            |                                       |
| Hoa Kỳ              | 0–1 | Đức        | Arena Pernambuco, Recife              |
| Bồ Đào Nha          | 2–1 | Ghana      | Sân vận động Mané Garrincha, Brasília |

### Bảng H
| Đội      | Tr | T | H | B | BT | BB | HS | Đ |
| -------- | -- | - | - | - | -- | -- | -- | - |
| Bỉ       | 3  | 3 | 0 | 0 | 4  | 1  | +3 | 9 |
| Algérie  | 3  | 1 | 1 | 1 | 6  | 5  | +1 | 4 |
| Nga      | 3  | 0 | 2 | 1 | 2  | 3  | −1 | 2 |
| Hàn Quốc | 3  | 0 | 1 | 2 | 3  | 6  | −3 | 1 |

| 17 tháng 6 năm 2014 |     |          |                                       |
| Bỉ                  | 2–1 | Algérie  | Sân vận động Mineirão, Belo Horizonte |
| Nga                 | 1–1 | Hàn Quốc | Arena Pantanal, Cuiabá                |
| 22 tháng 6 năm 2014 |     |          |                                       |
| Bỉ                  | 1–0 | Nga      | Sân vận động Maracanã, Rio de Janeiro |
| Hàn Quốc            | 2–4 | Algérie  | Sân vận động Beira-Rio, Porto Alegre  |
| 26 tháng 6 năm 2014 |     |          |                                       |
| Hàn Quốc            | 0–1 | Bỉ       | Arena de São Paulo, São Paulo         |
| Algérie             | 1–1 | Nga      | Arena da Baixada, Curitiba            |

## Vòng đấu loại trực tiếp

### Sơ đồ thi đấu
|  | Round of 16                 | Round of 16                |                             |       | Tứ kết        | Tứ kết        |                       |                       | Bán kết | Bán kết |  |  | Chung kết | Chung kết |
|  |                             |                            |                             |       |               |               |                       |                       |         |         |  |  |           |           |
|  | 28 tháng 6 – Belo Horizonte |                            |                             |       |               |               |                       |                       |         |         |  |  |           |           |
|  |                             |                            |                             |       |               |               |                       |                       |         |         |  |  |           |           |
|  | Brasil (pen.)               | 1 (3)                      |                             |       |               |               |                       |                       |         |         |  |  |           |           |
|  | Brasil (pen.)               | 1 (3)                      | 4 tháng 7 – Fortaleza       |       |               |               |                       |                       |         |         |  |  |           |           |
|  | Chile                       | 1 (2)                      |                             |       |               |               |                       |                       |         |         |  |  |           |           |
|  | Chile                       | 1 (2)                      | Brasil                      | 2     |               |               |                       |                       |         |         |  |  |           |           |
|  | 28 tháng 6 – Rio de Janeiro |                            | Brasil                      | 2     |               |               |                       |                       |         |         |  |  |           |           |
|  |                             | Colombia                   | 1                           |       |               |               |                       |                       |         |         |  |  |           |           |
|  | Colombia                    | Colombia                   | 1                           | 2     |               |               |                       |                       |         |         |  |  |           |           |
|  | Colombia                    |                            | 8 tháng 7 – Belo Horizonte  | 2     |               |               |                       |                       |         |         |  |  |           |           |
|  | Uruguay                     | 0                          |                             |       |               |               |                       |                       |         |         |  |  |           |           |
|  | Uruguay                     | 0                          | Brasil                      | 1     |               |               |                       |                       |         |         |  |  |           |           |
|  | 30 tháng 6 – Brasília       |                            | Brasil                      | 1     |               |               |                       |                       |         |         |  |  |           |           |
|  |                             | Đức                        | 7                           |       |               |               |                       |                       |         |         |  |  |           |           |
|  | Pháp                        | Đức                        | 7                           | 2     |               |               |                       |                       |         |         |  |  |           |           |
|  | Pháp                        | 4 tháng 7 – Rio de Janeiro |                             | 2     |               |               |                       |                       |         |         |  |  |           |           |
|  | Nigeria                     | 0                          |                             |       |               |               |                       |                       |         |         |  |  |           |           |
|  | Nigeria                     | 0                          | Pháp                        | 0     |               |               |                       |                       |         |         |  |  |           |           |
|  | 30 tháng 6 – Porto Alegre   |                            | Pháp                        | 0     |               |               |                       |                       |         |         |  |  |           |           |
|  |                             | Đức                        | 1                           |       |               |               |                       |                       |         |         |  |  |           |           |
|  | Đức (h.p.)                  | Đức                        | 1                           | 2     |               |               |                       |                       |         |         |  |  |           |           |
|  | Đức (h.p.)                  |                            | 13 tháng 7 – Rio de Janeiro | 2     |               |               |                       |                       |         |         |  |  |           |           |
|  | Algérie                     | 1                          |                             |       |               |               |                       |                       |         |         |  |  |           |           |
|  | Algérie                     | 1                          | Đức (h.p.)                  | 1     |               |               |                       |                       |         |         |  |  |           |           |
|  | 29 tháng 6 – Fortaleza      |                            | Đức (h.p.)                  | 1     |               |               |                       |                       |         |         |  |  |           |           |
|  |                             | Argentina                  | 0                           |       |               |               |                       |                       |         |         |  |  |           |           |
|  | Hà Lan                      | Argentina                  | 0                           | 2     |               |               |                       |                       |         |         |  |  |           |           |
|  | Hà Lan                      | 5 tháng 7 – Salvador       |                             | 2     |               |               |                       |                       |         |         |  |  |           |           |
|  | México                      | 1                          |                             |       |               |               |                       |                       |         |         |  |  |           |           |
|  | México                      | 1                          | Hà Lan (pen.)               | 0 (4) |               |               |                       |                       |         |         |  |  |           |           |
|  | 29 tháng 6 – Recife         |                            | Hà Lan (pen.)               | 0 (4) |               |               |                       |                       |         |         |  |  |           |           |
|  |                             | Costa Rica                 | 0 (3)                       |       |               |               |                       |                       |         |         |  |  |           |           |
|  | Costa Rica (pen.)           | Costa Rica                 | 0 (3)                       | 1 (5) |               |               |                       |                       |         |         |  |  |           |           |
|  | Costa Rica (pen.)           |                            | 9 tháng 7 – São Paulo       | 1 (5) |               |               |                       |                       |         |         |  |  |           |           |
|  | Hy Lạp                      | 1 (3)                      |                             |       |               |               |                       |                       |         |         |  |  |           |           |
|  | Hy Lạp                      | 1 (3)                      | Hà Lan                      | 0 (2) |               |               |                       |                       |         |         |  |  |           |           |
|  | 1 tháng 7 – São Paulo       |                            | Hà Lan                      | 0 (2) |               |               |                       |                       |         |         |  |  |           |           |
|  |                             | Argentina (pen.)           | 0 (4)                       |       | Tranh hạng ba | Tranh hạng ba |                       |                       |         |         |  |  |           |           |
|  | Argentina (h.p.)            | Argentina (pen.)           | 0 (4)                       | 1     | Tranh hạng ba | Tranh hạng ba |                       |                       |         |         |  |  |           |           |
|  | Argentina (h.p.)            | 5 tháng 7 – Brasília       | 5 tháng 7 – Brasília        | 1     |               |               | 12 tháng 7 – Brasília | 12 tháng 7 – Brasília |         |         |  |  |           |           |
|  | Thụy Sĩ                     | 5 tháng 7 – Brasília       | 5 tháng 7 – Brasília        | 0     |               |               | 12 tháng 7 – Brasília | 12 tháng 7 – Brasília |         |         |  |  |           |           |
|  | Thụy Sĩ                     | Argentina                  | 1                           | 0     | Brasil        | 0             |                       |                       |         |         |  |  |           |           |
|  | 1 tháng 7 – Salvador        | Argentina                  | 1                           |       | Brasil        | 0             |                       |                       |         |         |  |  |           |           |
|  |                             | Bỉ                         | 0                           |       | Hà Lan        | 3             |                       |                       |         |         |  |  |           |           |
|  | Bỉ (h.p.)                   | Bỉ                         | 0                           | 2     | Hà Lan        | 3             |                       |                       |         |         |  |  |           |           |
|  | Bỉ (h.p.)                   |                            |                             | 2     |               |               |                       |                       |         |         |  |  |           |           |
|  | Hoa Kỳ                      | 1                          |                             |       |               |               |                       |                       |         |         |  |  |           |           |
|  | Hoa Kỳ                      | 1                          |                             |       |               |               |                       |                       |         |         |  |  |           |           |

### Vòng 16 đội
| Brasil                                         | 1–1 (s.h.p.) | Chile                                      |
| ---------------------------------------------- | ------------ | ------------------------------------------ |
| David Luiz 18'                                 | Chi tiết     | Sánchez 32'                                |
| Loạt sút luân lưu                              |              |                                            |
| David Luiz · Willian · Marcelo · Hulk · Neymar | 3–2          | Pinilla · Sánchez · Aránguiz · Díaz · Jara |

| Colombia           | 2–0      | Uruguay |
| ------------------ | -------- | ------- |
| Rodríguez 28', 50' | Chi tiết |         |

| Hà Lan                                 | 2–1      | México         |
| -------------------------------------- | -------- | -------------- |
| Sneijder 88' · Huntelaar 90+4' (ph.đ.) | Chi tiết | Dos Santos 48' |

| Costa Rica                                  | 1–1 (s.h.p.) | Hy Lạp                                           |
| ------------------------------------------- | ------------ | ------------------------------------------------ |
| Ruiz 52'                                    | Chi tiết     | Papastathopoulos 90+1'                           |
| Loạt sút luân lưu                           |              |                                                  |
| Borges · Ruiz · González · Campbell · Umaña | 5–3          | Mitroglou · Christodoulopoulos · Holebas · Gekas |

| Pháp                        | 2–0      | Nigeria |
| --------------------------- | -------- | ------- |
| Pogba 79' · Griezmann 90+2' | Chi tiết |         |

| Đức                      | 2–1 (s.h.p.) | Algérie       |
| ------------------------ | ------------ | ------------- |
| Schürrle 92' · Özil 120' | Chi tiết     | Djabou 120+1' |

| Argentina     | 1–0 (s.h.p.) | Thụy Sĩ |
| ------------- | ------------ | ------- |
| Di María 118' | Chi tiết     |         |

| Bỉ                          | 2–1 (s.h.p.) | Hoa Kỳ     |
| --------------------------- | ------------ | ---------- |
| De Bruyne 93' · Lukaku 105' | Chi tiết     | Green 107' |

### Tứ kết
| Pháp | 0–1      | Đức         |
| ---- | -------- | ----------- |
|      | Chi tiết | Hummels 12' |

| Brasil                    | 2–1      | Colombia              |
| ------------------------- | -------- | --------------------- |
| Silva 7' · David Luiz 69' | Chi tiết | Rodríguez 80' (ph.đ.) |

| Argentina  | 1–0      | Bỉ |
| ---------- | -------- | -- |
| Higuaín 8' | Chi tiết |    |

| Hà Lan                                | 0–0 (s.h.p.) | Costa Rica                                 |
| ------------------------------------- | ------------ | ------------------------------------------ |
|                                       | Chi tiết     |                                            |
| Loạt sút luân lưu                     |              |                                            |
| Van Persie · Robben · Sneijder · Kuyt | 4–3          | Borges · Ruiz · González · Bolaños · Umaña |

### Bán kết
| Brasil    | 1–7      | Đức                                                                       |
| --------- | -------- | ------------------------------------------------------------------------- |
| Oscar 90' | Chi tiết | Müller 11' · Klose 23' · Kroos 24', 26' · Khedira 29' · Schürrle 69', 79' |

| Hà Lan                           | 0–0 (s.h.p.) | Argentina                          |
| -------------------------------- | ------------ | ---------------------------------- |
|                                  | Chi tiết     |                                    |
| Loạt sút luân lưu                |              |                                    |
| Vlaar · Robben · Sneijder · Kuyt | 2–4          | Messi · Garay · Agüero · Rodríguez |

### Play-off tranh hạng ba
| Brasil | 0–3      | Hà Lan                                              |
| ------ | -------- | --------------------------------------------------- |
|        | Chi tiết | Van Persie 3' (ph.đ.) · Blind 17' · Wijnaldum 90+1' |

### Chung kết
| Đức        | 1–0 (s.h.p.) | Argentina |
| ---------- | ------------ | --------- |
| Götze 113' | Chi tiết     |           |

Đức lần thứ 4 vô địch World Cup trong lịch sử và lần đầu tiên vô địch với tư cách quốc gia thống nhất.

### Vô địch
| Vô địch World Cup 2014 Đức Lần thứ tư |

## Thống kê

### Cầu thủ ghi bàn
Đã có 171 bàn thắng tại giải được ghi bởi 121 cầu thủ khác nhau. Hậu vệ người Brasil Marcelo là cầu thủ đầu tiên ghi bàn ở giải đấu đồng thời là cầu thủ đầu tiên đá phản lưới nhà trong trận khai mạc gặp đội tuyển Croatia. Trong trận khai mạc này, tiền đạo người Brasil Neymar cũng trở thành cầu thủ đầu tiên lập cú đúp và cũng là người đầu tiên thực hiện thành công một quả phạt đền tại giải đấu. Tiền vệ người Đức Thomas Müller là cầu thủ đầu tiên lập hat-trick trong trận Đức thắng Bồ Đào Nha 4–0 tại bảng G. Clint Dempsey là cầu thủ ghi bàn mở tỉ số nhanh nhất tại giải đấu, tại giây thứ 29 trận đấu Mỹ thắng Ghana 2–1 tại vòng loại bảng G.
6 bàn
- James Rodríguez

5 bàn
- Thomas Müller

4 bàn
- Lionel Messi
- Neymar
- Robin van Persie

3 bàn
- Enner Valencia
- Karim Benzema
- André Schürrle
- Arjen Robben
- Xherdan Shaqiri

2 bàn
- Abdelmoumene Djabou
- Islam Slimani
- Tim Cahill
- David Luiz
- Oscar
- Alexis Sánchez
- Jackson Martínez
- Bryan Ruiz
- Mario Mandžukić
- Ivan Perišić
- Mario Götze
- Mats Hummels
- Miroslav Klose
- Toni Kroos
- André Ayew
- Asamoah Gyan
- Wilfried Bony
- Gervinho
- Memphis Depay
- Ahmed Musa
- Clint Dempsey
- Luis Suárez

1 bàn
- Yacine Brahimi
- Sofiane Feghouli
- Rafik Halliche
- Ángel Di María
- Gonzalo Higuaín
- Marcos Rojo
- Mile Jedinak
- Kevin De Bruyne
- Marouane Fellaini
- Romelu Lukaku
- Dries Mertens
- Divock Origi
- Jan Vertonghen
- Edin Džeko
- Vedad Ibišević
- Miralem Pjanić
- Avdija Vršajević
- Fernandinho
- Fred
- Thiago Silva
- Joël Matip
- Charles Aránguiz
- Jean Beausejour
- Jorge Valdivia
- Eduardo Vargas
- Pablo Armero
- Juan Cuadrado
- Teófilo Gutiérrez
- Juan Quintero
- Joel Campbell
- Óscar Duarte
- Marco Ureña
- Ivica Olić
- Wayne Rooney
- Daniel Sturridge
- Olivier Giroud
- Blaise Matuidi
- Paul Pogba
- Moussa Sissoko
- Mathieu Valbuena
- Sami Khedira
- Mesut Özil
- Sokratis Papastathopoulos
- Georgios Samaras
- Andreas Samaris
- Carlo Costly
- Reza Ghoochannejhad
- Mario Balotelli
- Claudio Marchisio
- Keisuke Honda
- Shinji Okazaki
- Giovani dos Santos
- Andrés Guardado
- Javier Hernández
- Rafael Márquez
- Oribe Peralta
- Daley Blind
- Stefan de Vrij
- Leroy Fer
- Klaas-Jan Huntelaar
- Wesley Sneijder
- Georginio Wijnaldum
- Peter Odemwingie
- Cristiano Ronaldo
- Nani
- Silvestre Varela
- Aleksandr Kerzhakov
- Aleksandr Kokorin
- Koo Ja-cheol
- Lee Keun-ho
- Son Heung-min
- Xabi Alonso
- Juan Mata
- Fernando Torres
- David Villa
- Blerim Džemaili
- Admir Mehmedi
- Haris Seferovic
- Granit Xhaka
- John Brooks
- Julian Green
- Jermaine Jones
- Edinson Cavani
- Diego Godín

Phản lưới nhà
- Sead Kolašinac (trong trận gặp Argentina)
- Marcelo (trong trận gặp Croatia)
- John Boye (trong trận gặp Bồ Đào Nha)
- Noel Valladares (trong trận gặp Pháp)
- Joseph Yobo (trong trận gặp Pháp)

Nguồn: FIFA

### Đường kiến tạo
4 đường kiến tạo
- Juan Cuadrado
- Toni Kroos
- Romelu Lukaku

3 đường kiến tạo
- Thomas Müller

2 đường kiến tạo
- Sofiane Feghouli
- Kevin De Bruyne
- Eduardo Vargas
- James Rodríguez
- Karim Benzema
- Daley Blind

1 đường kiến tạo
- Yacine Brahimi
- Abdelmoumene Djabou
- Islam Slimani
- Gonzalo Higuaín
- Lionel Messi
- Miralem Pjanić
- David Luiz
- Neymar
- Oscar
- Thiago Silva
- Charles Aránguiz
- Alexis Sánchez
- Teófilo Gutiérrez
- Joel Campbell
- Ivan Perišić
- Wayne Rooney
- Olivier Giroud
- Paul Pogba
- Mathieu Valbuena
- Sami Khedira
- André Schürrle
- Mesut Özil
- Asamoah Gyan
- Georgios Samaras
- Javad Nekounam
- Gervinho
- Honda Keisuke
- Nagatomo Yuto
- Lee Keun-Ho
- Rafael Márquez
- Oribe Peralta
- Memphis Depay
- Klaas-Jan Huntelaar
- Arjen Robben
- Wesley Sneijder
- Cristiano Ronaldo
- Edinson Cavani

Tin nguồn: FIFA

### Giải thưởng
Các giải thưởng đã được trao sau khi kết thúc giải đấu:
| Giải thưởng               | Những cầu thủ đoạt giải | Các ứng viên còn lại                                                                         |
| ------------------------- | --- | -------------------------------------------------------------------------------------------- |
| Quả bóng vàng             | Lionel Messi · Thomas Müller · Arjen Robben                                                                                              | Ángel Di María James Rodríguez Javier Mascherano Mats Hummels Neymar Philipp Lahm Toni Kroos |
| Chiếc giày Vàng           | James Rodríguez (6 bàn thắng, 2 đường kiến tạo) · Thomas Müller (5 bàn thắng, 3 đường kiến tạo) · Neymar (4 bàn thắng, 1 đường kiến tạo) |                                                                                              |
| Găng tay Vàng             | Manuel Neuer | Keylor Navas Sergio Romero                                                                   |
| Cầu thủ trẻ xuất sắc nhất | Paul Pogba | Memphis Depay Raphaël Varane                                                                 |
| Cúp Phong cách FIFA       | Colombia |                                                                                              |

### Kỷ luật
Trường hợp kỷ luật đáng chú ý nhất là tiền đạo người Uruguay Luis Suárez, người đã bị treo giò 9 trận quốc tế và bị cấm tham gia bất kỳ hoạt động nào liên quan đến bóng đá (bao gồm cả vào bất kỳ sân vận động nào) trong bốn tháng, sau một sự cố cắn vào vai của hậu vệ người Ý Giorgio Chiellini. Anh cũng bị phạt 100.000 CHF. Sau khi kháng cáo lên Tòa án Trọng tài Thể thao, Suárez sau đó đã được phép tham gia tập luyện và thi đấu giao hữu với câu lạc bộ mới FC Barcelona.

### Tiền thưởng
Tổng tiền thưởng dành cho giải đấu đã được xác nhận bởi FIFA là 576 triệu USD (bao gồm chi phí 70 triệu USD cho các câu lạc bộ chủ nhà), nhiều hơn 37 phần trăm so với số tiền được phân bổ tại giải năm 2010. Trước giải đấu, mỗi đội trong số 32 đội tham dự sẽ được nhận 1.5 triệu USD chi phí chuẩn bị. Tiền thưởng sẽ được phân bổ như sau:
- 8 triệu USD – Cho mỗi đội bị loại tại vòng bảng (16 đội)
- 9 triệu USD – Cho mỗi đội bị loại trong vòng 16 đội (8 đội)
- 14 triệu USD – Cho mỗi đội bị loại trong tứ kết (4 đội)
- 20 triệu USD – Đội hạng tư
- 22 triệu USD – Đội hạng ba
- 25 triệu USD – Đội á quân
- 35 triệu USD – Đội vô địch

### Bảng xếp hạng các đội giải đấu
| Vô địch Á quân | Hạng ba Hạng tư | Tứ kết Vòng 16 đội | Vòng bảng |

Kết quả của các đội tham gia World Cup 2014
Vô địch
Á quân
Hạng ba
Hạng tư
Tứ kết
Vòng 16 đội
Vòng bảng

32 đội bóng lọt vào vòng chung kết được xếp hạng dựa theo tiêu chuẩn của FIFA và kết quả các trận đấu vừa qua.
| Thứ hạng              | Đội tuyển            | Bảng | Trận | Thắng | Hòa | Thua | Điểm | BT | BB | Hiệu số |
| --------------------- | -------------------- | ---- | ---- | ----- | --- | ---- | ---- | -- | -- | ------- |
| 1                     | Đức                  | G    | 7    | 6     | 1   | 0    | 19   | 18 | 4  | +14     |
| 2                     | Argentina            | F    | 7    | 5     | 1   | 1    | 16   | 8  | 4  | +4      |
| 3                     | Hà Lan               | B    | 7    | 5     | 2   | 0    | 17   | 15 | 4  | +11     |
| 4                     | Brasil               | A    | 7    | 3     | 2   | 2    | 11   | 11 | 14 | -3      |
| Bị loại ở tứ kết      |                      |      |      |       |     |      |      |    |    |         |
| 5                     | Colombia             | C    | 5    | 4     | 0   | 1    | 12   | 12 | 4  | +8      |
| 6                     | Bỉ                   | H    | 5    | 4     | 0   | 1    | 12   | 6  | 3  | +3      |
| 7                     | Pháp                 | E    | 5    | 3     | 1   | 1    | 10   | 10 | 3  | +7      |
| 8                     | Costa Rica           | D    | 5    | 2     | 3   | 0    | 9    | 5  | 2  | +3      |
| Bị loại ở vòng 16 đội |                      |      |      |       |     |      |      |    |    |         |
| 9                     | Chile                | B    | 4    | 2     | 1   | 1    | 7    | 6  | 4  | +2      |
| 10                    | México               | A    | 4    | 2     | 1   | 1    | 7    | 5  | 3  | +2      |
| 11                    | Thụy Sĩ              | E    | 4    | 2     | 0   | 2    | 6    | 7  | 7  | 0       |
| 12                    | Uruguay              | D    | 4    | 2     | 0   | 2    | 6    | 4  | 6  | -2      |
| 13                    | Hy Lạp               | C    | 4    | 1     | 2   | 1    | 5    | 3  | 5  | -2      |
| 14                    | Algérie              | H    | 4    | 1     | 1   | 2    | 4    | 7  | 7  | 0       |
| 15                    | Hoa Kỳ               | G    | 4    | 1     | 1   | 2    | 4    | 5  | 6  | -1      |
| 16                    | Nigeria              | F    | 4    | 1     | 1   | 2    | 4    | 3  | 5  | -2      |
| Bị loại ở vòng bảng   |                      |      |      |       |     |      |      |    |    |         |
| 17                    | Ecuador              | E    | 3    | 1     | 1   | 1    | 4    | 3  | 3  | 0       |
| 18                    | Bồ Đào Nha           | G    | 3    | 1     | 1   | 1    | 4    | 4  | 7  | -3      |
| 19                    | Croatia              | A    | 3    | 1     | 0   | 2    | 3    | 6  | 6  | 0       |
| 20                    | Bosna và Hercegovina | F    | 3    | 1     | 0   | 2    | 3    | 4  | 4  | 0       |
| 21                    | Bờ Biển Ngà          | C    | 3    | 1     | 0   | 2    | 3    | 4  | 5  | -1      |
| 22                    | Ý                    | D    | 3    | 1     | 0   | 2    | 3    | 2  | 3  | -1      |
| 23                    | Tây Ban Nha          | B    | 3    | 1     | 0   | 2    | 3    | 4  | 7  | -3      |
| 24                    | Nga                  | H    | 3    | 0     | 2   | 1    | 2    | 2  | 3  | -1      |
| 25                    | Ghana                | G    | 3    | 0     | 1   | 2    | 1    | 4  | 6  | -2      |
| 26                    | Anh                  | D    | 3    | 0     | 1   | 2    | 1    | 2  | 4  | -2      |
| 27                    | Hàn Quốc             | H    | 3    | 0     | 1   | 2    | 1    | 3  | 6  | -3      |
| 28                    | Iran                 | F    | 3    | 0     | 1   | 2    | 1    | 1  | 4  | -3      |
| 29                    | Nhật Bản             | C    | 3    | 0     | 1   | 2    | 1    | 2  | 6  | -4      |
| 30                    | Úc                   | B    | 3    | 0     | 0   | 3    | 0    | 3  | 9  | -6      |
| 31                    | Honduras             | E    | 3    | 0     | 0   | 3    | 0    | 1  | 8  | -7      |
| 32                    | Cameroon             | A    | 3    | 0     | 0   | 3    | 0    | 1  | 9  | -8      |

## Chi phí tổ chức
Tổng chi phí của giải đấu lên tới 11,6 tỷ đô la, khiến nó trở thành kỳ World Cup đắt nhất khi ấy, cho đến khi FIFA World Cup 2018 vượt qua với chi phí ước tính 14,2 tỷ đô la. FIFA dự kiến sẽ chi 2 tỷ đô la Mỹ để tổ chức trận chung kết, với chi phí duy nhất lớn nhất là tiền thưởng trị giá 576 triệu đô la Mỹ.
Mặc dù ban đầu các nhà tổ chức ước tính chi phí 1,1 tỷ đô la Mỹ, một báo cáo 3,6 tỷ đô la Mỹ cuối cùng đã được chi cho các công trình sân vận động. Năm trong số các thành phố chủ nhà được chọn có sân vận động hoàn toàn mới được xây dựng dành riêng cho World Cup, trong khi sân vận động Mané Garrincha ở thủ đô Brasília bị phá hủy và xây dựng lại, sáu địa điểm còn lại được cải tạo mở rộng.
Thêm 3 tỷ đô la R (1,3 tỷ đô la Mỹ, 960 triệu euro, 780 triệu bảng theo tỷ lệ tháng 6 năm 2014) đã được chính phủ Brasil dành để đầu tư vào các công trình và dự án cơ sở hạ tầng để sử dụng trong World Cup 2014 và hơn thế nữa. Tuy nhiên, việc hoàn thành thất bại của nhiều công trình được đề xuất đã gây ra sự bất bình giữa một số người dân Brasil.
Chính phủ Brasil đã cam kết 900 triệu USD để đầu tư vào lực lượng an ninh và giải đấu sẽ là "một trong những sự kiện thể thao được bảo vệ nhiều nhất trong lịch sử".

## Quảng bá
Tiếp thị của FIFA World Cup 2014 bao gồm bán vé, hỗ trợ từ các nhà tài trợ và quảng bá thông qua các sự kiện sử dụng các biểu tượng và bài hát của giải đấu. Hàng hóa phổ biến bao gồm các mặt hàng có linh vật chính thức (Fuleco) cũng như một trò chơi video chính thức được phát triển bởi EA Sports. Bài hát chính thức của giải đấu là "We Are One (Ole Ola)" với giọng hát của Pitbull, Jennifer Lopez và Claudia Leitte. Là một đối tác của Hiệp hội bóng đá Đức, hãng hàng không Lufthansa của Đức đã đổi tên thành "Fanhansa" trên một số máy bay của họ đã đưa đội tuyển quốc gia Đức, đại diện truyền thông và người hâm mộ bóng đá nước này đến Brasil.

### FIFA Fan Fest

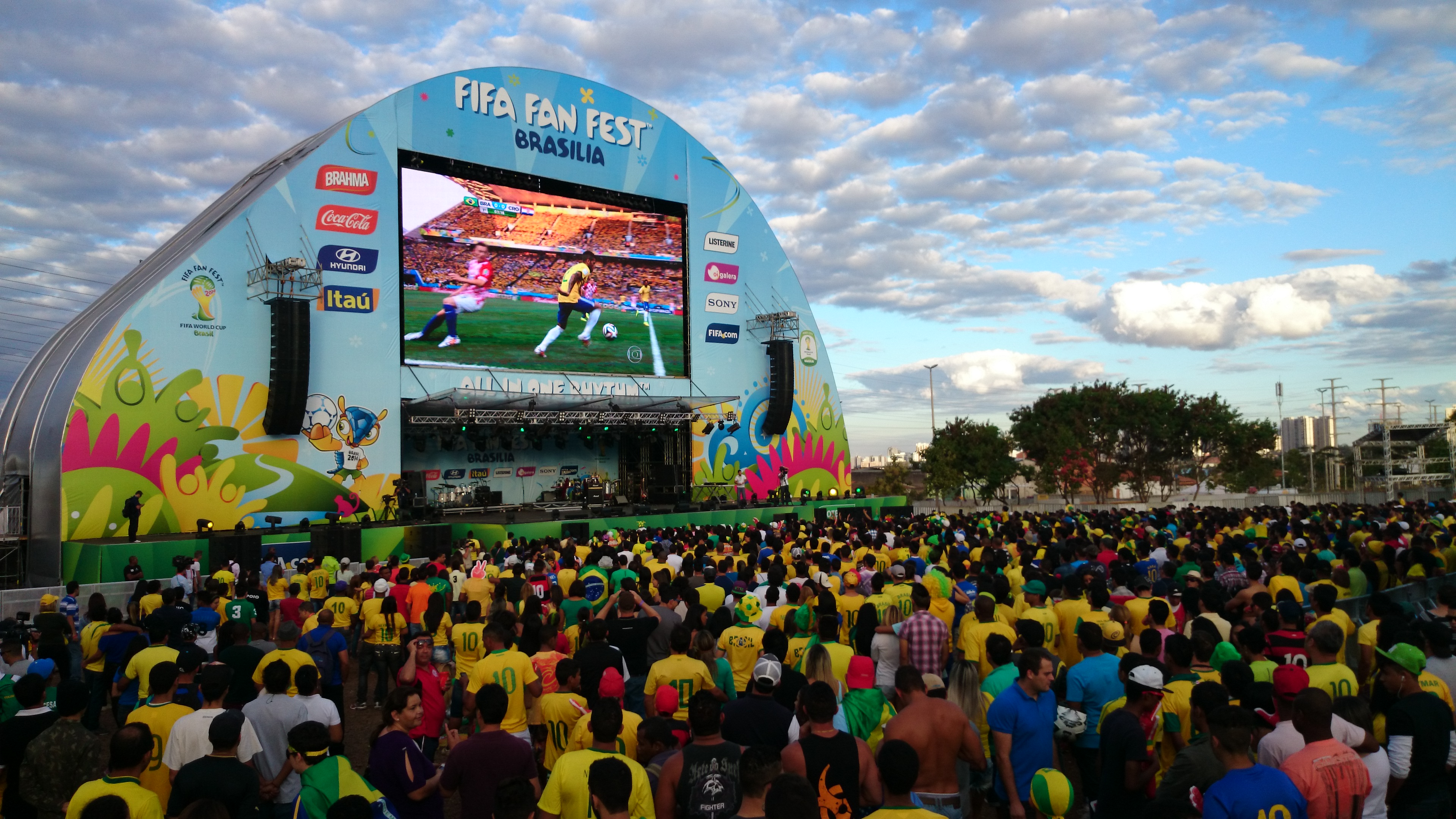
Cổ động viên Brasil ở FIFA Fan Fest tại Brasília.

Ở kỳ World Cup lần thứ ba liên tiếp, FIFA đã tổ chức FIFA Fan Fests ở mỗi trong số 12 thành phố chủ nhà trong suốt cuộc thi. Những ví dụ nổi bật là Bãi biển Copacabana ở Rio de Janeiro, nơi đã tổ chức Fan Fest năm 2010 và Vale do Anhangabaú của São Paulo. Sự kiện chính thức đầu tiên diễn ra trên bãi biển Iracema, ở Fortaleza, vào ngày 8 tháng 6 năm 2014.

## Công nghệ
Lần đầu tiên trong lịch sử World Cup, công nghệ vạch cầu môn thông minh (Goal-line) được áp dụng trong các tình huống gây tranh cãi, cùng với đó là công nghệ vạch sơn tự hủy nhằm bảo đảm cự ly đá phạt của cầu thủ. Cả hai đều đã được chứng minh là rất thành công và sẽ được sử dụng ở các kỳ World Cup sắp tới.

## Bóng thi đấu

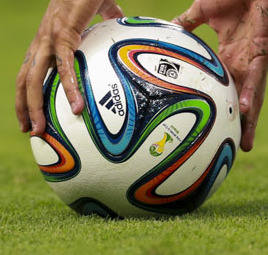
Adidas Brazuca

Adidas Brazuca là quả bóng chính thức của FIFA World Cup 2014 và được cung cấp bởi Forward Sports ở Sialkot, Pakistan. Adidas đã tạo ra một thiết kế bóng mới sau những chỉ trích về Adidas Jabulani được sử dụng ở World Cup trước đó. Số lượng các tấm đã giảm xuống còn sáu, với các tấm được liên kết nhiệt. Điều này tạo ra một quả bóng với sự thống nhất và khí động học tăng so với người tiền nhiệm của nó. Hơn nữa, Adidas đã trải qua một quá trình thử nghiệm rộng rãi kéo dài hơn hai năm để tạo ra một quả bóng đáp ứng sự chấp thuận của các chuyên gia bóng đá.

## Tài trợ
| Đối tác FIFA                                                                       | Nhà tài trợ FIFA World Cup                                                                                                | Nhà tài trợ quốc gia                                                      |
| ---------------------------------------------------------------------------------- | --- | ------------------------------------------------------------------------- |
| - Adidas - Coca-Cola - Emirates - Hyundai–Kia - Sony - VISA                        | \| - Anheuser-Busch InBev - Castrol - Continental AG - McDonald's - Johnson & Johnson \| - Marfrig - Yingli Solar - Oi \| | - Apex-Brasil - Garoto - Centauro - Banco Itaú - Liberty Seguros - Wiseup |
| - Anheuser-Busch InBev - Castrol - Continental AG - McDonald's - Johnson & Johnson | - Marfrig - Yingli Solar - Oi                                                                                             |                                                                           |

## Truyền thông
Đối với trận chung kết FIFA World Cup lần thứ tư liên tiếp, phạm vi bảo hiểm được cung cấp bởi HBS (Host Broadcast Services), một công ty con của Infront Sports & Media. Sony đã được chọn là nhà cung cấp thiết bị chính thức và đã xây dựng 12 container sản xuất độ phân giải cao dài 40 feet, mỗi thùng cho mỗi địa điểm thi đấu, để chứa số lượng thiết bị cần thiết. Mỗi trận đấu sử dụng 37 kế hoạch máy ảnh tiêu chuẩn, bao gồm Aerial và Cablecam, hai máy ảnh Ultramotion và máy ảnh chuyên dụng để phỏng vấn. Bộ phim giải đấu chính thức, cũng như ba trận đấu, sẽ được quay bằng công nghệ độ phân giải cực cao (độ phân giải 4K), sau một thử nghiệm thành công tại Cúp Liên đoàn các châu lục 2013.
Bản quyền phát sóng - bao gồm truyền hình, đài phát thanh, internet và phủ sóng di động - cho giải đấu đã được bán cho các công ty truyền thông ở từng lãnh thổ của FIFA, hoặc thông qua các công ty hoặc tổ chức được cấp phép như Liên minh Phát thanh Châu Âu, Organización de Televisión Iberoamericana, Nội dung truyền thông quốc tế, Quản lý phát thanh và thể thao quốc tế Dentsu và RS. Việc bán các quyền này chiếm khoảng 60% thu nhập của FIFA từ việc tổ chức World Cup. Trung tâm phát sóng quốc tế được đặt tại Riocentro trong khu phố Barra da Tijuca của Rio de Janeiro.
Trên toàn thế giới, một số trận đấu là sự kiện thể thao được theo dõi nhiều nhất ở các quốc gia vào năm 2014, bao gồm 42,9 triệu người ở Brazil cho trận mở màn giữa Brazil và Croatia, 34,1 triệu người ở Nhật Bản đã xem đội của họ đọ sức với Bờ Biển Ngà và 34,7 triệu người ở Đức đã chứng kiến đội tuyển quốc gia của họ đá chung kết World Cup trước Argentina, trong khi đó 24,7 triệu người xem trong trận đấu giữa Hoa Kỳ và Bồ Đào Nha cùng với trận chung kết năm 2010 với tư cách là 2 trận bóng đá được xem nhiều nhất ở Hoa Kỳ. Theo FIFA, hơn một tỷ người trên toàn thế giới đã theo dõi trận chung kết giữa Đức và Argentina.

## Tranh cãi
World Cup 2014 tạo ra nhiều tranh cãi, bao gồm các cuộc biểu tình, một số trong đó diễn ra ngay cả trước khi giải đấu bắt đầu. Hơn nữa, có nhiều vấn đề khác nhau về an toàn, bao gồm tám cái chết của công nhân và hỏa hoạn trong quá trình xây dựng, xâm nhập trái phép vào các sân vận động, một cầu thang tạm thời không ổn định tại sân vận động Maracanã, một vụ sập đường ray và sự sụp đổ của một cầu vượt chưa hoàn thành ở Belo Horizonte. Những ngôi nhà của hàng ngàn gia đình sống ở khu ổ chuột ở Rio de Janeiro, đã bị giải tỏa để tái phát triển cho World Cup bất chấp các cuộc biểu tình và bạo động. Favela do Metrô, gần Sân vận động Maracanã, đã bị phá hủy hoàn toàn, do đó đã có 700 gia đình trước đó vào năm 2010.

### Cuộc biểu tình

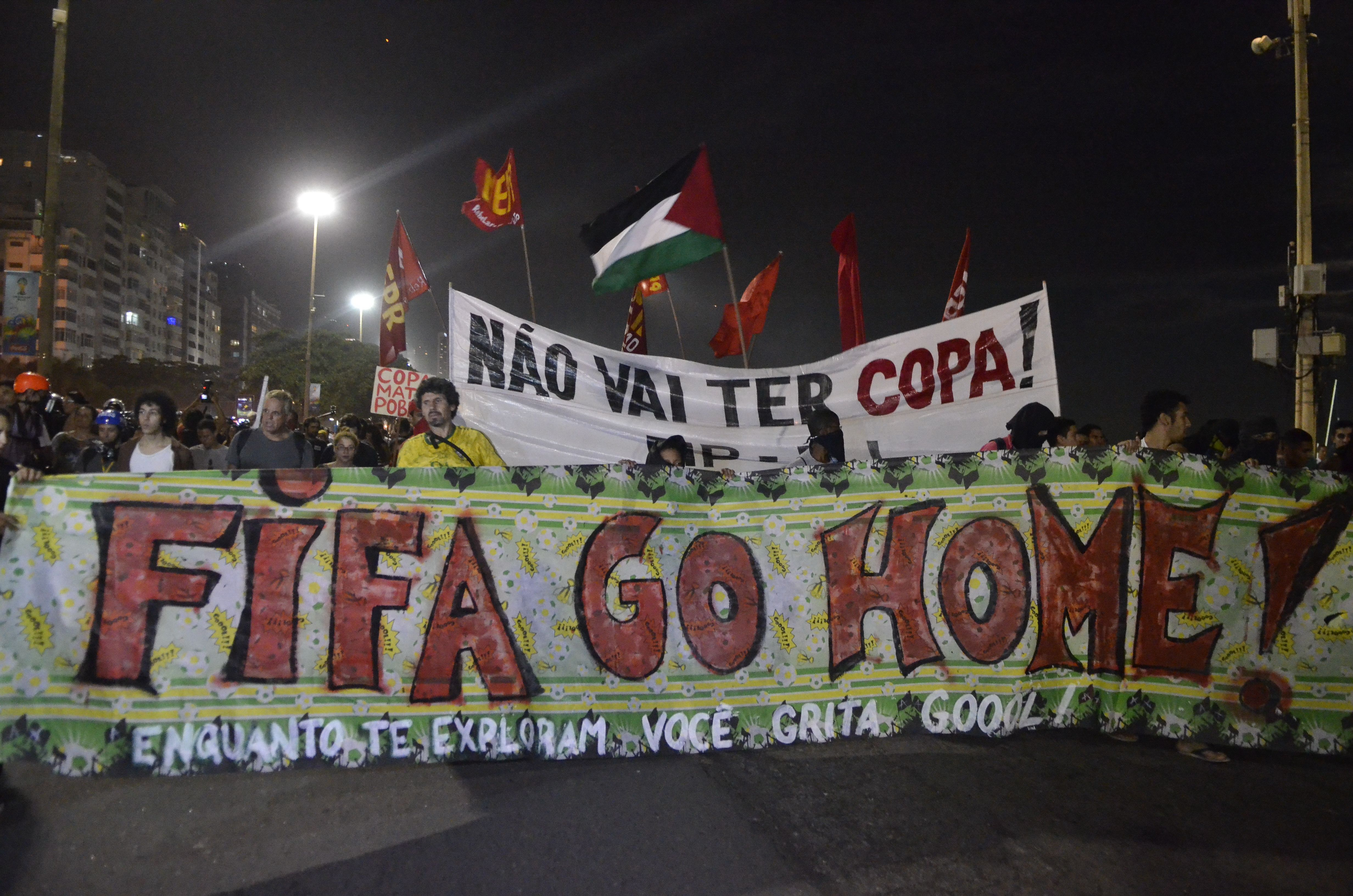
Biểu tình chống World Cup vào ngày khai mạc

Trước lễ khai mạc FIFA Confederations Cup 2013 được tổ chức tại Brasil, các cuộc biểu tình đã diễn ra bên ngoài địa điểm, được tổ chức bởi những người không hài lòng với số tiền công đã bỏ ra để cho phép tổ chức FIFA World Cup. Cả tổng thống Brasil Dilma Rousseff và chủ tịch FIFA Sepp Blatter đều bị la ó khi họ được tuyên bố sẽ phát biểu tại lễ khai mạc giải đấu năm 2013, dẫn đến việc FIFA tuyên bố rằng lễ khai mạc FIFA World Cup 2014 sẽ không có bất kỳ bài phát biểu nào. Các cuộc biểu tình tiếp theo diễn ra trong Confederations Cup cũng như trước và trong World Cup.

### Xâm nhập sân vận động trái phép
Trong trận đấu ở bảng B giữa Tây Ban Nha và Chile, khoảng 100 cổ động viên Chile đã tập trung bên ngoài sân vận động Maracanã đòi buộc phải vào sân vận động và gây thiệt hại cho trung tâm truyền thông. Cảnh sát quân sự báo cáo rằng 85 người Chile đã bị giam giữ trong các sự kiện, trong khi những người khác đến khán đài. Trước đó, khoảng 20 người Argentina đã vi phạm tương tự trong trận đấu tại bảng F của Argentina với Bosnia và Herzegovina tại cùng một sân vận động.

### Sập cầu
Vào ngày 3 tháng 7 năm 2014, một cầu vượt đang được xây dựng ở Belo Horizonte khi một phần của các dự án cơ sở hạ tầng World Cup đã sụp đổ trên một tuyến đường bận rộn bên dưới, khiến hai người chết và 22 người khác bị thương.

### Chấn thương đầu
Trong giải đấu, FIFA đã nhận được những lời chỉ trích đáng kể về cách xử lý chấn thương đầu trong các trận đấu. Hai sự cố đặc biệt thu hút sự chú ý nhất. Đầu tiên, trong một trận đấu vòng bảng, sau khi hậu vệ người Uruguay Álvaro Pereira nhận một cú va chạm vào đầu, anh nằm bất tỉnh. Vị bác sĩ người Uruguay ra hiệu cho cầu thủ được thay ra, nhưng anh ta đã trở lại trận đấu. Vụ việc đã thu hút sự chỉ trích từ hiệp hội cầu thủ chuyên nghiệp FIFPro và từ Michel D'Hooghe, thành viên của ban điều hành FIFA và chủ tịch ủy ban y tế.
Thứ hai, trong trận Chung kết, tiền vệ người Đức Christoph Kramer đã bị đau ở đầu sau một pha va chạm ở phút thứ 14, nhưng đã trở lại trận đấu trước khi không thể tiếp tục thi đấu ở phút 31. Trong thời gian đó, Kramer đã mất phương hướng và bối rối, và hỏi trọng tài Nicola Rizzoli rằng trận đấu mà anh ta đang chơi có phải là chung kết World Cup hay không.